# Lamerica
Lamerica és una pel·lícula italiana dirigida per Gianni Amelio, estrenada l'any 1994. Ha estat doblada al català.

## Argument
Després de la caiguda del comunisme, els albanesos somien amb un futur millor i confien en la generositat de la veïna Itàlia, però la realitat dista molt dels seus somnis. Flora i Gino, dos petits estafadors italians, arriben a Albània esperant poder treure profit del relatiu caos que ha seguit la caiguda del comunisme. Desitgen comprar una fàbrica de sabates. Però el govern rebutja vendre'l-hi si no s'associen  amb un albanès. I no obstant això, una sèrie de circumstàncies fan que un d'ells conegui en carn pròpia el drama de la immigració.

## Repartiment
- Enrico Lo Verso: Gino
- Michele Placido: Fiore
- Piro Milkani: Selimi
- Carmelo Di Mazzarelli: Spiro

## Rebuda
premis
- 1994: Mostra de Venècia: Millor director
- 1994: Premis David di Donatello: 3 premis, incloent millor fotografia
- 1994: Premis del Cinema Europeu: Millor pel·lícula 1995: Premi Goya: millor pel·lícula europea
- 1996: Associació de Crítics de Los Angeles: Nominada a millor pel·lícula estrangera
- 1996: Premis Independent Spirit: Nominada a Millor pel·lícula estrangera

crítica
- "Dura, realista, commovedora"[3]